# 5-苄氧基色胺
5-苄氧基色胺（缩写5-BT）是一种色胺衍生物，化学式为C17H18N2O，可作为多种5-HT2受體的激动剂和TRPM8的拮抗剂。